# Friedrich-Wilhelm Müller
Friedrich-Wilhelm Müller (Barmen, Imperio alemán; 29 de agosto de 1897 - Atenas, Grecia; 20 de mayo de 1947) fue un general del Ejército nazi y criminal de guerra alemán durante la Segunda Guerra Mundial. Es conocido por su brutal mando mientras fue comandante de la Creta ocupada, ganándose el sobrenombre del «Carnicero de Creta». Después de la contienda, un tribunal militar griego le juzgó por crímenes de guerra, siendo condenado a muerte y ejecutado.

## Biografía
El 1915 Müller se unió al 2.º Regimiento de infantería del Ejército imperial. Ese mismo año ascendió a Subteniente, estando destinado en el 266.º Regimiento. En 1936 se convirtió en mayor de la nueva Wehrmacht, y en 1936 ascendió a Teniente coronel y comandante del 105.º Regimiento de Infantería. En 1941 fue galardonado con la Cruz de Caballero, mientras que al año siguiente recibió las espadas para su Cruz de Caballero en reconocimiento a su actuación en la Unión Soviética.
En agosto de 1942, el General Müller tomó el mando de la 22.ª División de infantería aerotansportada, que había sido transferida desde el Frente Oriental parar guarnecer la Creta ocupada. En su nuevo destino, Müller se hizo célebre por su brutalidad en la represión, y fue responsable de numerosas atrocidades cometidas por los alemanes en la isla (como la masacre de Viannos, la destrucción de Kedros o las ejecuciones de civiles en Damasta). Durante el otoño de 1943, lideró a las fuerzas alemanas en su victoria sobre las fuerzas anglo-italianas durante la Campaña del Dodecaneso. El 1 de julio de 1944 reemplazó a Bruno Bräuer como Comandante de Creta. A comienzos de 1945, se convirtió en comandante del 4.º Ejército, que luchaba contra las fuerzas soviéticas en el Frente oriental. Sin embargo, la formación había sido diezmada durante los combates de la Bolsa de Heiligenbeil, antes incluso de que asumiera el mando. A Müller le sorprendió el final de la guerra en Prusia Oriental y fue capturado por los soviéticos.
Después de la guerra, fue juzgado por un tribunal militar griego por crímenes de guerra. En 1946, Müller fue condenado por un tribunal griego en Atenas por las masacres de rehenes como represalia. Fue condenado a muerte el 9 de diciembre de 1946 y ejecutado por un pelotón de fusilamiento el 20 de mayo de 1947, junto con el ex general Bruno Bräuer, en el aniversario de la invasión alemana de Creta.

## Condecoraciones
- Cruz de Hierro (1916).[4]
- Orden de Hohenzollern.
- Broche de la Cruz de Hierro (1939).[4]
- Cruz Alemana de oro (1940).[5]
- Cruz de Caballero con Hojas de Roble y Espadas.[6]